# Barbie Xu
Barbie Xu (chinesisch 徐熙媛, Pinyin Xú Xīyuàn, W.-G. Hsü Hsi-yüan; * 6. Oktober 1976 in Taipeh; † 2. Februar 2025 in Tokio, Japan) war eine taiwanische Schauspielerin, Sängerin und Moderatorin.

## Werdegang
Sie trat mit der Girlgroup SOS (Sisters Of Shu), deren Mitglieder Barbie und ihre Schwester Dee Hsu sind, in der Musikrichtung Mandopop ins Showbusiness ein. Eines ihrer Alben hieß „Abnormal Girls“, daraufhin benannten sie sich in ASOS (Abnormal Sisters Of Shu) um. Gemeinsam mit ihrer Schwester moderierte sie auch die Talkshow 100% Entertainment. Berühmt wurde sie durch ihre erste Rolle in der TV-Serie Meteor Garden als Shan Cai an der Seite von Jerry Yan. Sie sprach mehrere Sprachen (Chinesisch (Mandarin), Japanisch, Koreanisch, Englisch). Sie veröffentlichte zwei Bücher über Schönheit und Kosmetik, ein Fotobuch und einen Gedichtband.
Xu starb am 2. Februar 2025 im Alter von 48 Jahren in einem Krankenhaus in Tokio, Japan.

## Filmografie
TV-Serien
- 2000: Meteor Garden
- 2002: The Monkey King
- 2002: Meteor Garden II
- 2003: A Chinese Ghost Story
- 2004: Mars, dabei auch der Song Rang wo ai ni (Let me love you) mit Vic Zhou.
- 2004: Say Yes Enterprise
- 2005: Phantom Lover
- 2007: Corner with Love

Filme
- 2005: The Ghost Inside
- 2006: Silk
- 2008: My So Called Love
- 2008: Connected
- 2012: Dark Stone – Reign of Assassins
- 2012: Million Dollar Crocodile – Die Jagd beginnt